# Przywilej czerwiński
Przywilej czerwiński nadany 23 lipca 1422 roku szlachcie polskiej przez króla Władysława II Jagiełłę na sejmie obozowym w Czerwińsku nad Wisłą w zamian za udział w wojnie z zakonem krzyżackim.
Przywilej ten gwarantował:
- nietykalność majątkową bez wyroku sądowego
- król nie mógł bić monety bez zgody rady królewskiej
- sądy miały sądzić według prawa pisanego
- nikt nie mógł być równocześnie starostą i sędzią ziemskim (zasada incompatibilitas, poszerzona później w postanowieniach przywilejów nieszawskich na urząd starosty z urzędem kasztelana i wojewody)